# دانييلا رحمة
دانييلا رحمة (13 أكتوبر 1990 -)، ممثلة لبنانية، بدأت مسيرتها الفنية مقدمة للبرامج. في 2010، نالت لقب ملكة جمال لبنان للمغتربين.

## عن حياتها
وُلدت من أبوين لبنانيين هاجرا إلى أستراليا خلال الحرب الأهلية اللبنانية كان والداها يعملان مع رئيس الوكالة المنظّمة والراعية لحفلة انتخاب ملكة جمال لبنان في أستراليا، فسأله المدير عن سنها وكانت وقتها في الثامنة عشرة، فشجعه على السماح لها بالمشاركة في انتخاب ملكة جمال لبنان في أستراليا لم درست الإعلام في أستراليا وعندما شاركت في مسابقة ملكة الجمال انقطعت عن الدراسة.

### عودتها إلى لبنان
عام 2014 قررت العودة إلى لبنان، وقامت بتقدّيم برنامج إكس فاكتور إلى جانب باسل الزارو كما فازت بالمركز الأول بمسابقة دانسينغ ويذ ذا ستارز رقص النجوم ( الموسم الثاني) وعام 2016 قدمت برنامج أراب كاستيغ بموسمه الثاني 

### حياتها الأسرية
في الأول من يوليو 2024 أعلنت زواجها رسمياً من المغني السوري ناصيف زيتون في حفل زفاف أقيم في لبنان 

## خوضها مجال التمثيل
عام 2017 خاضت تجربتها الأولى في التمثيل مع ساشا دحدوح وسينتيا سموئيل وليا أبو شعيا، في مسلسل حمل عنوان Beirut City من إنتاج سيرج أوريان وإخراجه، يحكي قصّة 4 فتيات يعشن في بيروت ويصادفن عدداً من المشكلات في حياتهنّ. قدمت فيه شخصية يارا، شابة قادمة من الولايات المتحدة، وهي الأجرأ في المسلسل لجهة مهنتها، إذ تعمل ميكانيكية تُصلح السيارات وتركب الدراجة النارية. وتتمتّع بشخصية جدية، تخفي مشاعرها ولا تذرف دموعها بسهولة. كما أنها تلعب الملاكمة.
في رمضان 2018 خاصت تجربة التمثيل من خلال السباق الرمضاني بدور بطولة إلى جانب باسل خياط، باسم مغنية ودانا مارديني ضمن مسلسل «تانغو» (تأليف إياد أبو الشامات، إخراج رامي حنّا وإنتاج إيغل فيلمز جمال سنان).
وفي رمضان 2019 شاركت بمسلسل الكاتب مع باسل خياط من تأليف ريم حنا شاركت بعدها في مسلسل العودة بشخصة «نسيم» من تأليف رائد بو عجرم وإخراج ايلي سمعان وفي رمضان 2020 شاركت بمسلسل أولاد آدم بشخصية الراقصة «مايا» وأثارت الشخصية جدلا واسعا بسبب الرقص الذي اعتبره البعض جريئاً
شاركت في مسلسل DNA من تأليف ريم حنا

### تعينها سفيرة للطاقة الإغترابية
في مايو 2019 تم تعينها من قبل وزارة الخارجية والمغتربين سفيرة للمؤتمر السنوي المركزي للطاقة الاغترابية اللبنانية واختيرت لكونها لبنانية عادت من الاغتراب وشقت طريقا للنجاح في بلدها

## أعمالها

### في التلفزيون
| سنة الإنتاج | اسم المسلسل | الشخصية         |
| ----------- | ----------- | --------------- |
| 2025        | نفس         | (روح)           |
| 2023        | للموت 3     | (ريم / وجدان)   |
| 2022        | للموت 2     | (ريم / وجدان)   |
| 2021        | للموت       | (ريم / وجدان)   |
| 2020        | العودة      | (نسيم حجار)     |
| 2020        | أولاد آدم   | (مايا)          |
| 2020        | DNA         | (آيا)           |
| 2019        | الكاتب      | (ماجدولين فاضل) |
| 2018        | بيروت سيتي  | (يارا)          |
| 2018        | تانغو       | (فرح)           |

## جوائز
- (2019): جائزة الموريكس دور كأفضل ممثلة عن دورها في مسلسل تانغو.[11]
- (2021): جائزة أفضل ممثلة لبنانية شابة في من مهرجان «الموريكس دور» عن دورها في مسلسل للموت.

## وصلات خارجية
- دانييلا رحمة على موقع IMDb (الإنجليزية)
- دانييلا رحمة على موقع قاعدة بيانات الأفلام العربية
- دانييلا رحمة على موقع قاعدة بيانات الفيلم (الإنجليزية)